# Pimelodella rendahli
Pimelodella rendahli är en fiskart som beskrevs av Ahl 1925. Pimelodella rendahli ingår i släktet Pimelodella och familjen Heptapteridae. Inga underarter finns listade i Catalogue of Life.